# Grundrämmen
Grundrämmen är en sjö i Malung-Sälens kommun i Dalarna och ingår i Göta älvs huvudavrinningsområde. Sjön är 10 meter djup, har en yta på 0,774 kvadratkilometer och är belägen 291,1 meter över havet. Sjön avvattnas av vattendraget Eriksdalsälven (Upprämmsälven). Vid provfiske har abborre, gädda och siklöja fångats i sjön.

## Delavrinningsområde
Grundrämmen ingår i det delavrinningsområde (668924-139672) som SMHI kallar för Utloppet av Grundrämmen. Medelhöjden är 425 meter över havet och ytan är 20,49 kvadratkilometer. Räknas de 2 avrinningsområdena uppströms in blir den ackumulerade arean 46,29 kvadratkilometer. Eriksdalsälven (Upprämmsälven) som avvattnar avrinningsområdet har biflödesordning 3, vilket innebär att vattnet flödar genom totalt 3 vattendrag innan det når havet efter 429 kilometer. Avrinningsområdet består mestadels av skog (85 procent). Avrinningsområdet har 0,78 kvadratkilometer vattenytor vilket ger det en sjöprocent på 3,8 procent.